# Marina Arcangeli
Marina Arcangeli (Bologna, 17 marzo 1956) è una cantante italiana.

## Biografia
All'età di 16 anni si trasferisce a Roma.
A 17 anni entra nella Schola Cantorum, gruppo corale della RCA italiana.
Nel 1977 è la voce femminile nel brano di Rino Gaetano Sei ottavi, dall'album Aida. Lascia il gruppo nel 1978, dopo aver partecipato al Festival di Sanremo col brano Il mio amore.
Nel 1978 fa parte del cast del film Geppo il Folle, di e con Adriano Celentano.
Nel 1983 viene pubblicato il suo primo album solista, Via, prodotto da Marco Luberti per la Slot Machine, distribuita dalla RCA.
Nel 1984 lo stesso album esce anche in Germania per la Teldec e riscuote un notevole successo, tale da permetterle di effettuare un tour di concerti.
Sempre in quell'anno esce il secondo album (Q-Disc) Io amo.
Nel 1988 prende parte alla kermesse Aspettando Sanremo con la canzone intitolata Il viaggio.
L'anno successivo, nel 1989, partecipa al Festival di Sanremo nella sezione "Emergenti", con il brano Il poeta.

## Discografia

### Album
- 1983 - Via
- 1984 - Io amo (Q-Disc)

### Singoli
- 1977 - Sei ottavi (duetto con Rino Gaetano contenuto nell'album Aida)
- 1983 - Via/Girotondo
- 1989 - Il poeta/Il viaggio